# Relations entre la Russie, la Biélorussie et la Serbie
 (mai 2020).

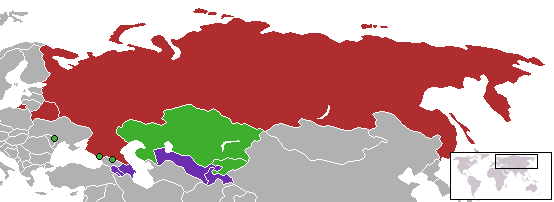
L'Union Russie/Biélorussie :
Pays membres ;
États observateurs, pays en voie d’adhérer et pays intéressés par l'adhésion ;
Pays membres de la CEI.

Cet article reprend l'évolution des relations bilatérales russo-serbes, d'une part, et biélorusso-serbes, d'autre part, ainsi que les relations trilatérales russo-biélorusso-serbes. En effet, l'ancienne Yougoslavie (en particulier, la république fédérée de Serbie) mène des relations et des échanges très importants dans plusieurs domaines avec la Russie et la Biélorussie.

## Panslavisme historique
La Russie, la Biélorussie et la Serbie sont trois pays qui sont extrêmement proches, culturellement, et qui ont un certain attachement[pas clair] les uns envers les autres.[réf. nécessaire]
L'alliance privilégiée entre la Russie et la Biélorussie sert aussi de point d'appui à des rêves de « regroupement avec d'« autres frères slaves », tels les Serbes. La Serbie est, d'ailleurs, un « allié traditionnel » de la Russie depuis longtemps. Cette relation entre ces deux États avait débuté dès 1838.
La Russie et la Serbie n'ont pas de barrières douanières. Cette politique entre les deux États a été signée entre la Yougoslavie et l'Union soviétique dont les deux pays sont les héritiers. Les accords signés à l'époque sont encore en vigueur jusqu'en 2012. Des pourparlers sont en cours dans le but de prolonger ces accords.

## La Yougoslavie, la Biélorussie et la Russie contre l'OTAN

Pays de langues slaves en Europe.

En 1999, avec la décision de l'OTAN d'intervenir militairement au Kosovo, les relations russo-américaines connaissent encore une période de froideur.
Le 8 décembre 1999, en réponse à cette attaque, la Russie, la Biélorussie et la Yougoslavie signent l'Union slave, nom de l'un des traités qui ont renforcé l'Union russo-biélorusse dans laquelle la Yougoslavie joue un rôle d'observateur. Il visait à un rapprochement entre la Russie et la Biélorussie pour éventuellement aboutir à terme à une « fusion ». En d'autres mots, la « confédération russo-biélorusse » (ou Union de la Russie et de la Biélorussie) deviendrait alors à terme une fédération. En effet, l'intention était de former une fédération avec un seul président, un parlement unique, une armée commune, une citoyenneté unique, un drapeau, un blason et un hymne communs et une monnaie commune. Certains espèrent même voir à travers cette « union » la possibilité de la réalisation d'une véritable unification panslave car cette union visait également la Yougoslavie, qui était intéressée par une adhésion à l'Union. 
La mise en place de l'Union slave a donc eu lieu dans un contexte de tension avec l'Occident. La Russie, la Biélorussie et la Yougoslavie ont le désir de lutter contre ce qu'ils appellent « l'expansionnisme de l'OTAN à l'Est » (notamment la guerre du Kosovo). Cette menace va donc accélérer la mise en place d'une union concrète entre la Russie, la Biélorussie et la Yougoslavie.

## Les rapports entre la Russie, la Biélorussie et la Serbie dans le cadre du Traité de l'Union slave

### La Yougoslavie, observateur au sein de l'Union russo-biélorusse
Le Traité de l'Union slave a été ratifié par la Douma russe et Belgrade le 2 décembre 1999 et par l'Assemblée nationale de la Biélorussie le 26 janvier 2000 (date à laquelle le Traité est entré en vigueur). Depuis 1999, date où l'Union fut finalisée, la Yougoslavie joua un rôle d'observateur au sein de l'Union. En effet, le Parlement de l'ancienne Yougoslavie avait voté en faveur de l'adhésion de leur pays à l'Union. Avec la volonté de Belgrade d'entrer dans l'Union, on prévoyait même de la nommer « Union Russie-Biélorussie-République fédérale de Yougoslavie ».
Certains ont même vu, d'ailleurs, l'Union de la Russie et de la Biélorussie comme « la reconstruction pacifique de l'URSS pour ramener la paix dans les pays déchirés par l'éclatement de l'URSS, de la Yougoslavie et des démocraties populaires. Un projet auquel la Yougoslavie voulait également adhérer et qui doit changer la donne politique en Europe de l'Est et dans les Balkans», d'où le nom d'« Union slave ».
Avec la volonté de Belgrade d'entrer dans l'Union, on prévoyait même de la nommer « Union Russie-Biélorussie-République fédérale de Yougoslavie ».

### La Serbie, une participation décrue dans les affaires de l'Union
En 2000, la Yougoslavie fut bouleversée par un coups d'État (révolution des bulldozers contre Milošević) qui changea la politique pro-russe yougoslave en une orientation pro-européenne et pro-américaine (principe des  « révolutions de couleur »). Ce fut le cas, par exemple, en Yougoslavie.
En 2003, la Yougoslavie fédérale devint la Communauté d'États Serbie-et-Monténégro. Ce changement (débuté en 2000 avec la Révolution des bulldozers) provoqua des tensions au sein de la Communauté, ce qui perturba sa participation aux affaires de l'Union.
En 2006, la Communauté d'États Serbie-et-Monténégro éclata en deux pays : la Serbie et le Monténégro. Le Monténégro n'ayant pas réellement envie d'être lié à l'Union, c'est la Serbie qui de facto devint membre observateur.
En 2007, malgré le fait que Nikolić (alors leader adjoint de l'opposition, Parti radical serbe) ait dit lors de son discours qu'il souhaitait que la Serbie renforce ses liens avec l'Union et, éventuellement, y adhère, la Serbie a diminué fortement sa participation au sein de l'Union. 
En décembre 2008, la Serbie a déclaré vouloir porter sa candidature à l'UE, Ce qui indique que la Serbie n'adhérera peut-être pas totalement à l'Union, mais elle conservera néanmoins son statut d'observateur au sein de l'Union. Cependant, cette candidature à l'UE n'est pas pour prochainement à la suite du refus serbe de progresser en raison de la question kosovare.

### Les liens entre l'Union et la Serbie se maintiennent

#### Les liens entre la Russie et la Serbie
La Russie juge utile pour elle-même que la Serbie veuille faire partie de l'UE car la Serbie serait dès lors une « porte ouverte pour la Russie au sein de l'UE ». 
La Russie continue même à soutenir Belgrade dans plusieurs domaines :
- L'énergie (construction d'un tronçon du gazoduc russe South Stream sur le territoire serbe[9], accords pétro-gaziers et coopération énergétique russo-serbes[12],[13],[14],[15],[16]) ;
- La politique (soutien réciproque sur le plan européen[17] et international, soutien russe à la Serbie concernant l'indépendance du Kosovo (2008)[18],[19]) ;
- La culture (relations mutuelles basées sur le panslavisme) ;
- L'armée (coopération militaire bilatérale) ;
- L'humanitaire (opération conjointe de déminage[20],[21]) ;
- La police (lutte contre le crime transnational[22], etc.) ;
- Les transports (construction du métro de Belgrade[23],[24]) ;
- Etc.

Ainsi, en décembre 2008, Jeremić, ministre des Affaires étrangères serbes déclara que la Russie et la Serbie entretiennent des relations dynamiques et excellentes.
La Russie et la Serbie vont développer d'importants projets économiques, notamment d'infrastructure.

#### Les liens entre la Biélorussie et la Serbie
Le montant des échanges serbo-biélorusses a atteint 47,78 millions de dollars en 2008, selon la chambre de commerce serbe.
En 2009, la Biélorussie a décidé de se rapprocher aussi de la Serbie. Le président de la Biélorussie, Loukachenko déclara  qu'il voudrait « commencer à construire les relations entre la Biélorussie et la Serbie ». Le président a invité les hommes d'affaires serbes et biélorusses à mettre en place un conseil de la coopération entre les entreprises. De plus, la Biélorussie et la Serbie vont signer prochainement un accord de libre-échange.

### Vers une zone de libre-échange russo-serbo-biélorusse
La Serbie pratique une politique d'élimination douanière avec la Russie depuis déjà plusieurs années. L'ouverture du marché russe pour la « petite Serbie » est une manne d'or, étant le seul pays d'Europe à avoir cet accord avec la Russie. Tous les produits produits en Serbie et touchés par l'élimination douanière pourront être vendu sur le marché russe sans aucune taxe dessus.
La Serbie et la Biélorussie signeront fin mars ou en avril un accord de libre-échange. Actuellement, la Serbie est liée par un accord de ce type avec la Russie et les pays membres de l'Accord de libre-échange centre-européen seulement.
Cet accord va donc permettre une zone de libre-échange sur les trois territoires, ce qui va donc renforcer leurs échanges.